# Östre-Skäljetjärnen
Östre-Skäljetjärnen är en sjö i Skellefteå kommun i Västerbotten och ingår i Byskeälvens huvudavrinningsområde. Sjön har en area på 0,107 kvadratkilometer och ligger 230,2 meter över havet. Vid provfiske har abborre, lake, röding och öring fångats i sjön.

## Delavrinningsområde
Östre-Skäljetjärnen ingår i det delavrinningsområde (724468-171296) som SMHI kallar för Mynnar i Byskeälvens vattendragsyta. Medelhöjden är 265 meter över havet och ytan är 4,55 kvadratkilometer. Det finns inga avrinningsområden uppströms utan avrinningsområdet är högsta punkten. Vattendraget som avvattnar avrinningsområdet har biflödesordning 2, vilket innebär att vattnet flödar genom totalt 2 vattendrag innan det når havet efter 68 kilometer. Avrinningsområdet består mestadels av skog (93 procent). Avrinningsområdet har 0,22 kvadratkilometer vattenytor vilket ger det en sjöprocent på 4,8 procent.